# Бєлов Максим Васильович
Максим Васильович Бєлов (біл. Максім Васілевіч Бялоў, нар. 23 квітня 1999, Ліда, Гродненська область Білорусь) — білоруський футболіст, воротар клубу «Шахтар» (Солігорськ).

## Життєпис
У 2016 році розпочав професіональну кар'єру в «Дніпрі» з Могильова, відігравши за нього два матчі в Першій лізі, в яких виходив на заміну в кінцівці матчів. Наступного року після виходу могильовської команди в Вищу лігу, почав виступати за дубль клубу. Також зрідка грав в основній команді як третій воротар. Дебютував у Вищій лізі 24 листопада 2018 року, зігравши всі 90 хвилин в матчі проти мінського «Динамо» (0:3).
У лютому 2019 року, після того як стало відомо про злиття «Дніпра» з «Променем», поїхав на перегляд до Мінська, згодом побував на перегляді в бобруйській «Білшині». У березні того ж року офіційно став гравцем об'єднаної команди, яка отримала назву «Дняпро». У складі могильовського клубу знову грав за дубль.
У лютому 2020 року підписав контракт з солігорським «Шахтарем». Сезон 2020 року провів у дублюючому складі. У січні 2021 року продовжив контракт з «гірниками».

## Клубна статистика
| Сезон | Дивізіон | Клуб                  | Країна   | Матчі | Голи |
| ----- | -------- | --------------------- | -------- | ----- | ---- |
| 2016  | Д2       | «Дніпро» (Могильов)   | Білорусь | 2     | 0    |
| 2017  | дубль    | «Дніпро» (Могильов)   | Білорусь | 20    | -31  |
| 2018  | Д1       | «Дніпро» (Могильов)   | Білорусь | 2     | -6   |
| 2019  | дубль    | «Дняпро» (Могильов)   | Білорусь | 27    | -45  |
| 2020  | дубль    | «Шахтар» (Солігорськ) | Білорусь | 16    | -19  |

## Досягнення
«Шахтар» (Солігорськ)
- Суперкубок Білорусі
  -  Володар (1): 2021
- Білоруська футбольна вища ліга
  -  Чемпіон (2): 2021, 2022

«Німан»
- Кубок Білорусі
  -  Володар (2): 2023/24, 2024/25